# Christoph Wolle

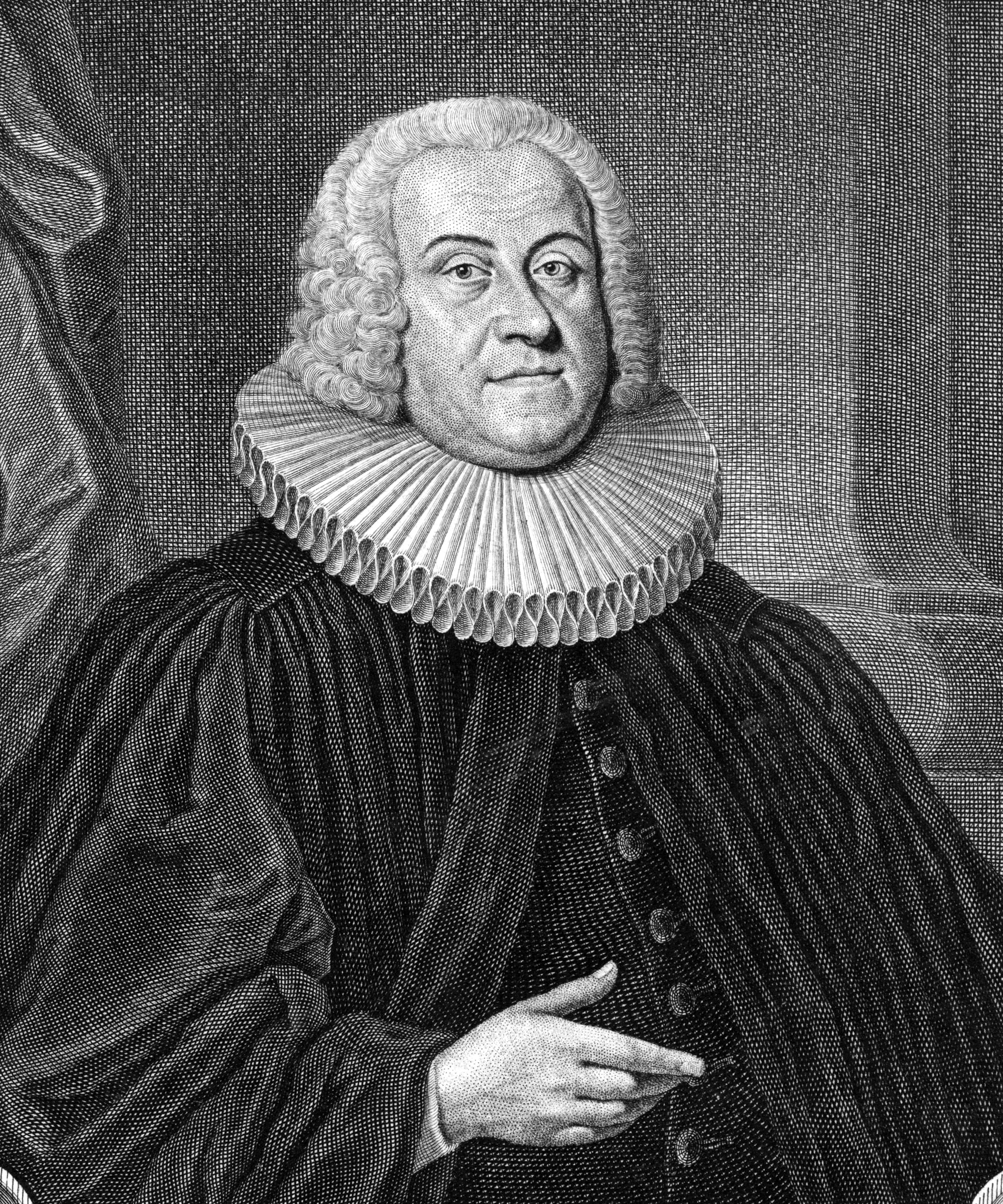
Christoph Wolle

Christoph Wolle (* 24. Januar 1700 in Leipzig; † 6. Juli 1761 ebenda) war ein deutscher evangelisch-lutherischer Theologe und Geistlicher.

## Leben
Christoph Wolle, der Sohn eines Schneiders in Leipzig, absolvierte 1715 die Thomasschule zu Leipzig, wo er bereits an einem Arabischlexikon zum Koran mitgearbeitet hatte. Er studierte Theologie, Philosophie und alte Sprachen an der Universität Leipzig. Er beendete seine Studien mit dem Magister in Philosophie und habilitierte sich 1721 als Privatdozent. Wolle wurde Hauslehrer der Familie Schacher in Leipzig und war ab 1725 in kirchlichen Diensten tätig. 1734 wurde er Sonntagsprediger an der Leipziger Nikolaikirche. Seit 1739 wirkte er an der Thomaskirche, ab 1743 als Archidiakon. Er erwarb das Lizenziat in Theologie und wurde 1746 zum Dr. theol. promoviert. 1748 wurde er außerordentlicher Professor für Theologie in Leipzig. Er war in zweiter Ehe mit Friederike Elisabeth Börner, der Tochter des Theologen Christian Friedrich Börner, verheiratet. Johann Sebastian Bachs älteste Tochter, Elisabeth Juliane Friederike, wurde am 20. Januar 1749 von Wolle mit Johann Christoph Altnikol verheiratet. Am 22. Juli 1750 erteilte Wolle dem Thomaskantor, dessen Beichtvater er seit 1741 neun Jahre lang, halbjährlich im Advent und im Sommer, gewesen war und der am 28. Juli verstarb, letztmals die Absolution.

## Werke (Auswahl)
- De facultatibus intellectualibus in bonos habitus mutandis, 1721
- De harmonia praestabilita oder curiöse und gründliche Raisonnements über die vorherbestimmte Harmonie einiger neuen Philosophen, 1727
- De ignoto … deo — Die Ruhe der Seelen, das höchste Gut in diesem Leben oder kurze Auslegung des Predigers Salomo, aus der Grundsprache aufs neue übersetzt, 1729
- Marci Antonini Imperatoris et philosophi Libri XII eorum quae de se ipso ad se ipsum scripsit, 1729 (online – Internet Archive)
- Ecclesia Pharisaica et christiana ..... sive de excellentia moralis Christi doctrinae, 1731
- Diss. Historia invocationis Dei patris in nomine filii sui, 1731
- Diss. de usu et abusu euphemismi sacri, 1732
- Collectio quattuor de verbis Graecorum mediis dissertationum, 1733
- Hermeneutica Novi Testamenti acroamatico-dogmatica, certissimis defaecatae philosophiae principiis corroborata eximiisque omnium theologiae christianae partium usibus inserviens, 1736
- Diss. Apologia pro vera divinitate Jesu Christi ex loco controverso Joh. 17, 3. 4, 1741
- Sittenlehre der Augsburgischen Confession, 1745
- Betrachtungen über die Tugendlehre der Christen, 1746
- Diss. de Pontifice Christianorum maximo sedente, ad Hebr. 8, 1, 2, 1746
- Oratio in contemtores religionis christianae, 1746
- Commentatio theologica de ecclesia virgine ad 2 Cor. XI, 1. 2, 1748
- Sieben heilige Reden über wichtige Wahrheiten des Evangelii, 1748